# Apomastus
Apomastus is een geslacht van spinnen uit de familie Cyrtaucheniidae.

## Soorten
Het geslacht kent de volgende soorten:
- Apomastus kristenae Bond, 2004
- Apomastus schlingeri Bond & Opell, 2002